# Гетто в Лунно
Гетто в Лу́нно (Лунна, Лунна-Воля, Лунно-Воля) (2 ноября 1941 — 2 ноября 1942) — еврейское гетто, место принудительного переселения евреев деревни Лунно Мостовского района Гродненской области в процессе преследования и уничтожения евреев во время оккупации территории Белоруссии войсками нацистской Германии в период Второй мировой войны.

## Оккупация Лунно
Накануне войны, в 1938 году, 1671 из 2522 жителей Лунно, то есть 60 % составляли евреи (около 300 семей).
Часть евреев местечка успели до оккупации переехать в Землю Израиля и в другие места, некоторые были мобилизованы в польскую Армию крайова или Красную армию, некоторые были депортированы в Советский Союз.
В субботу 28 июня 1941 года деревня Лунно (Лунно-Воля) была захвачена частями вермахта (по другим данным — 24 или 25 июня), и оккупация продлилась до 14 июля 1944 года. Немецкие солдаты начали грабить еврейские дома и убивать евреев сразу же после оккупации города — уже в первый день были расстреляны несколько евреев под предлогом связи с советской разведкой. Вслед за войсками в Лунно сразу прибыла и разместилась айнзатцгруппа.

## Перед созданием гетто
В июле 1941 года немцы организовали в Лунно юденрат (еврейский совет). Председателем юденрата был назначен Яаков Вельбель (Welbel), который ранее был главой еврейской общины местечка. Также немцы вынудили евреев создать «еврейскую полицию» (6-8 человек) для поддержания порядка внутри будущего гетто.
Ещё перед созданием гетто, уже на первой неделе оккупации, немцы приказали евреям носить желтые нашивки на правой руке. Через месяц жёлтую полосу заменили шестиконечными звёздами на левой стороне груди с надписью «Jude» («еврей») и на спине. Евреям была запрещена любая культурная и образовательная деятельность, запрещено собираться большими группами. Немцы ввели комендантский час с 7 вечера до 6 утра, а евреям дополнительно вообще запрещалось покидать местечко без письменного разрешения оккупационных властей. Немцы и полицаи, пользуясь полной безнаказанностью, грабили и убивали евреев, вешая или расстреливая их за малейшую провинность. Сохранилось свидетельство очевидца, как немецкий военный губернатор Лунно застрелил еврея прямо у себя в кабинете.
С приходом немцев в Лунно всех взрослых евреев-мужчин от 18 до 60 лет принудили работать на тяжёлых работах — строительстве дорог, новых укреплений, на демонтаже захваченных советских военных самолётов и на производстве пиломатериалов. Части евреев приказали исполнять сельскохозяйственные работы и ремонтные работы по дому у белорусов и поляков в Лунно и в соседних селах. За эту работу сами евреи не получали оплату — хозяева передавали небольшую сумму денег непосредственно немецкому муниципальному управлению. Каждый еврей, занятый на принудительных работах, получал один килограмм хлеба на сутки, и приходилось продавать или обменивать одежду и инструменты на еду, чтобы не умереть от голода при такой тяжёлой работе.

## Создание гетто
13 октября 1941 года нацисты издали приказ о конфискации у евреев Лунно всего движимого и недвижимого имущества.
В сентябре 1941 года перед праздником Суккот немцы объявили о создании гетто для евреев в близлежащем местечке Воля (давно фактически слившимся с Лунно, отчего их обычно объединяли топонимически как «Лунно-Воля»). 2 ноября 1941 года с 12 до 18 часов все евреи Лунно были переселены. Взять с собой разрешалось только то, что можно было унести на себе или довезти на тележке. Евреи Лунно были вынуждены покинуть свои дома и перебраться в дома евреев Воля или в синагогу и иешиву в Воле. В это гетто также были согнаны и евреи из близлежащего местечка Волпа, практически полностью разрушенного бомбардировками. Перед переселением немцы собрали свитки Торы и другие священные для евреев книги в синагогах Лунно и Воли и сожгли их во дворе синагоги в Воле.
Дома евреев в Лунно сразу же были заняты местными жителями. Евреев Воли нацисты оставили в своих домах, вселив в каждый ещё и по нескольку еврейских семей из Лунно. При переселении евреям было разрешено забрать с собой в гетто предметы личного пользования — например, кровати, постельное белье, кухонную утварь и фотографии.
Гетто было расположено по обе стороны от главной дороги, связывающей Волю с соседними деревнями. Немцы не хотели перекрывать этот путь, и поэтому оцепили обе части гетто высокими заборами с колючей проволокой, перекинув поверх дороги шаткий деревянный мост. Евреям под угрозой смерти было запрещено покидать гетто без разрешения. Польские полицаи ежедневно осматривали заборы гетто, выискивая слабые места в ограждении. Их антисемитизм стал одной из дополнительных причин, сильно ухудшавших положение узников.

## Условия в гетто
Условия жизни в гетто Воля были очень тяжёлыми. Дома и синагоги были переполнены — на каждого узника гетто выходило не более 3-х м². площади. Часть еврейских семей была вынуждена занять даже неотапливаемые хозяйственные строения, а с наступлением холодов нескольким семьям пришлось вырыть себе землянки. Известен случай, когда на электрической мельнице в Лунно замёрзла вода для охлаждения двигателя, и немцы приказали нескольким евреям, в том числе женщинам и детям, несмотря на мороз, таскать воду ведрами из реки Неман, расположенную на расстоянии километра от мельницы, — в течение трех дней, пока длился ремонт.
Комендант Скидлер (Skidler) постоянно наводил страх на евреев гетто. Вначале, пока у евреев ещё оставались ценные вещи, он постоянно требовал от юденрата приносить ему золото, серебро, бутылки вина, кофе и другие ценности, обещая в противном случае немедленно расстрелять и членов юденрата и остальных евреев.
После создания гетто резко ухудшилось положение с питанием. Неевреям вход в гетто был запрещен, и купить еду евреи могли только тайком по дороге на работу. Снова рискуя, эту пищу нужно было ещё и принести назад в гетто. Юденрат сумел уговорить немцев позволить вернуть в гетто десять из конфискованных у евреев коров, которых приходилось кормить очистками картофеля. Некоторые семьи также смогли выращивать немного овощей.
Ещё одной проблемой евреев в гетто было отсутствие дров для отопления и приготовления пищи. Один раз оккупационные власти согласились продать юденрату корни деревьев, которые евреи заготавливали на принудительных работах.

## Уничтожение гетто
Летом 1942 года нацисты создали еврейский исправительно-трудовой лагерь возле Берестовицы. Около 150 молодых еврейских мужчин из Лунно и соседних населённых пунктов были высланы в этот лагерь. В ноябре 1942 года все оставшиеся в живых узники были депортированы в Треблинку и убиты.
В ночь с 1 на 2 ноября 1942 года всех жителей гетто (1700, 1549 человек) на телегах, собранных в близлежащих деревнях, вывезли в транзитный лагерь Колбасино (недалеко от Гродно), где люди быстро умирали от голода, холода и болезней.
5 декабря 1942 года, в рамках программы уничтожения евреев, заключённых из лагеря Колбасино начали перемещать в лагерь смерти Освенцим, заставляя ночью, в мороз, идти пешком на станцию Лососно.
Последние евреи в Лунно были убиты не позднее 5 марта 1943 года.

## Жертвы гетто
По архивным документам, за годы Второй мировой войны были замучены и убиты 1549 евреев из Лунно-Воля. Подавляющее большинство из них были убиты немцами по прибытии в Освенцим 8 декабря 1942 года. Оставшиеся в живых практически все погибли в течение следующих нескольких месяцев. В живых остались только 15 человек из всего еврейского населения этого местечка.
В база данных жертв Холокоста в институте Яд Вашем в Иерусалиме имеются архивные записи имён 265 погибших евреев — жителей Лунно, и имена ещё 71 лунненских евреев, убитых в Освенциме-Биркенау в течение зимы 1942—1943 гг. Эти записи фрагментарны и не полны.

## Память
Залман Градовский, житель Лунно (бывший член юденрата Лунно, отвечавший за санитарно-медицинские вопросы), сумел выжить в лагере в Колбасино, попал в Освенцим, потерял там всю семью, но до своей гибели успел записать пережитое (в том числе и про Лунненское гетто) и закопать в пепле возле крематория. Записи были обнаружены и опубликованы. Градовский был одним из руководителей восстания узников Освенцима 7 октября 1944 года, и погиб в перестрелке.
В 1951, 1953 и 1957 годах потомки бывших жителей Лунно провели в Тель-Авиве «Дни памяти жителей Лунно», погибших во время Катастрофы. В 1952 году такая встреча состоялась в Нью-Йорке. В марте 2006 года на встречу выходцев из Лунно в Гиватаиме съехалось почти 150 человек со всего Израиля.
На самой территории бывшего гетто в Лунно памятника убитым евреям нет, а установленный памятный знак находится в стороне. На этом знаке, установленном в 2005 году на улице Кирова (ранее улица Zagoryany), написано на русском языке (но прямого указания, что речь идёт о евреях, нет): «Вечная память 1549 жителям местечка Лунно, безвинно убитым в годы Великой Отечественной войны», а в июле 2006 года рядом с камнем была установлена мемориальная доска.
В сентябре 2006 года камень в память об уничтоженных гитлеровцами еврейских общин в Гродненской области (в том числе, в Лунно) был установлен в Израиле на кладбище «Кирьят Шауль» в Тель-Авиве.